# Thüringische Eisenbahn-Gesellschaft

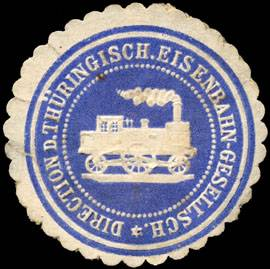
Siegelmarke der Thüringischen Eisenbahn-Gesellschaft

Die Thüringische Eisenbahn-Gesellschaft (ThE) war eine von 1844 bis 1886 existierende Bahngesellschaft zum Bau von Eisenbahnstrecken in den thüringischen Staaten.

## Geschichte

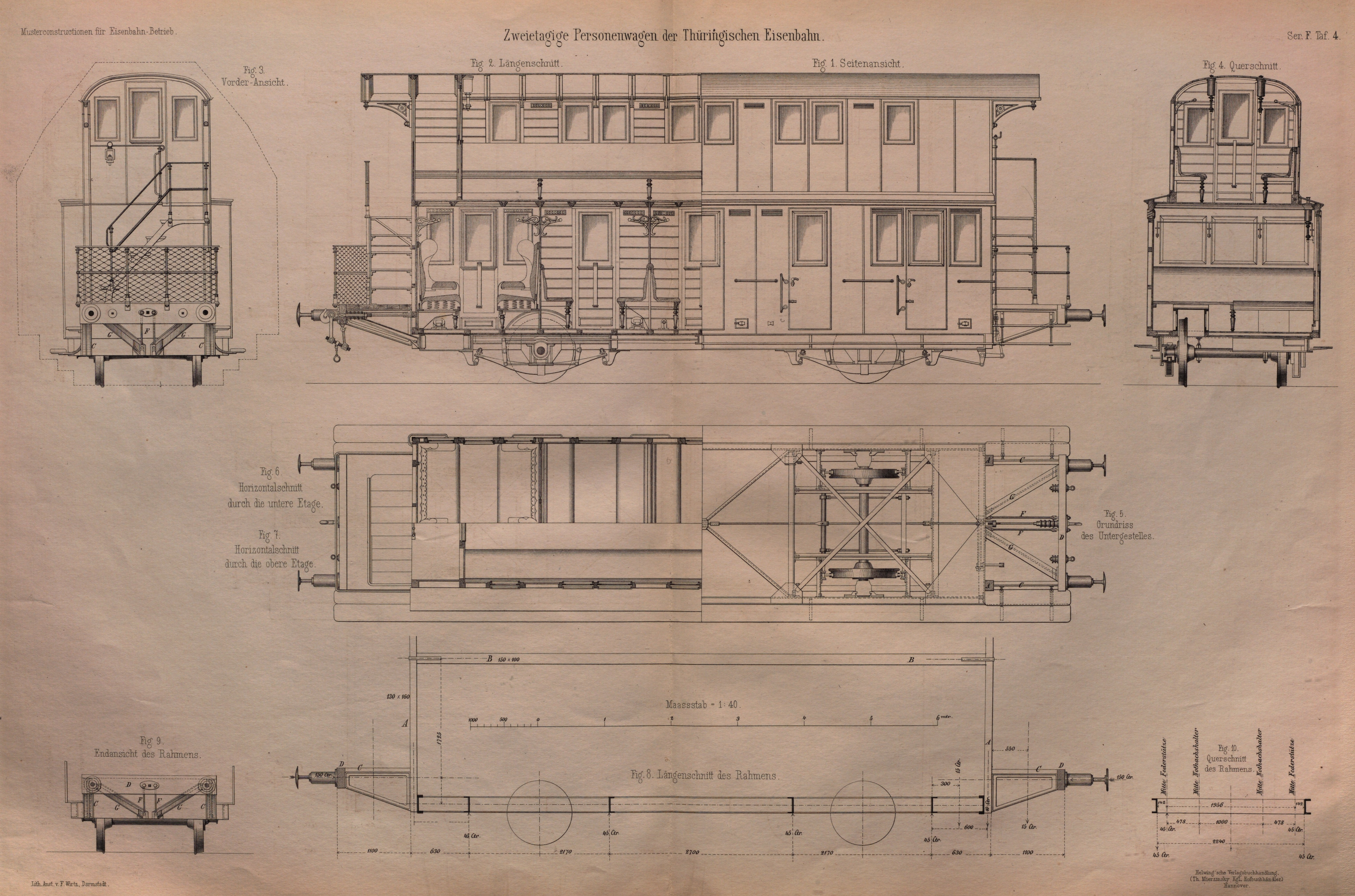
Maßzeichnung eines Doppelstockwagen der ThE um 1880

An der im Jahre 1844 in Erfurt gegründeten Thüringischen Eisenbahn-Gesellschaft waren von Anfang an zu einem Viertel des Aktienkapitals das Königreich Preußen, das Großherzogtum Sachsen-Weimar und das Herzogtum Sachsen-Coburg und Gotha beteiligt. Später kamen noch Sachsen-Meiningen, Schwarzburg-Rudolstadt, Schwarzburg-Sondershausen, Reuß j.L., ferner die Stadt Mühlhausen sowie Stadt und Kreis Langensalza hinzu.
Als erstes Bauprojekt wurde die 189 Kilometer lange Thüringer Bahn, die noch heute sehr wichtige Ost-West-Verbindung Halle–Gerstungen, gebaut und abschnittsweise in Betrieb genommen:
- am 6. Juni 1846 von Halle bis Weißenfels,
- am 19. Dezember 1846 wurde Weimar erreicht,
- am 1. April 1847 Erfurt,
- am 10. Mai 1847 Gotha,
- am 24. Juni 1847 Eisenach und
- am 25. September 1849 Gerstungen, wo die kurhessische „Friedrich-Wilhelms-Nordbahn-Gesellschaft“ in Richtung Kassel anschloss.

In den folgenden Jahren dehnte sich das Netz mit folgenden Strecken weiter aus und erreichte eine Gesamtlänge von 505 Kilometern:
- 22. März 1856 Leipzig – Markranstädt – Großkorbetha, 32 km
- 9. Februar / 19. März 1859 Weißenfels – Zeitz – Gera, 60 km
- 1. Oktober 1864 Güterbahn Erfurt – Ilversgehofen, 4 km
- 16. Mai 1867 Neudietendorf – Arnstadt, 10 km
- 11. April 1870 Gotha – Mühlhausen, 40 km
- 3. Oktober 1870 Mühlhausen – Leinefelde, 27 km
- 20. Dezember 1871 Gera – Saalfeld – Eichicht, 77 km
- 20. Oktober 1873 Leipzig-Leutzsch – Zeitz, 38 km
- 6. August 1879 Arnstadt – Ilmenau, 27 km

Die Thüringische Eisenbahn war von 1858 bis 1875 an der Werra-Eisenbahn-Gesellschaft beteiligt und führte ferner den Betrieb der Gotha-Ohrdrufer Eisenbahn-Gesellschaft, die am 8. Mai 1876 eröffnet worden war.
Wegen der großen Bedeutung der Bahnstrecken der Thüringischen Eisenbahn-Gesellschaft bemühte sich der Staat Preußen um den vollständigen Erwerb, übernahm die Betriebsführung und Verwaltung zum 1. Januar 1882 und wurde am 1. Juli 1886 Eigentümer.

## Eigentumsmerkmale der Güterwagen
Die Wagen der Gesellschaft erhielten als Eigentumskennzeichen das Kürzel Th.E. auf den Seitenwänden und an den Langträgern. Wagen die für den Salztransport verwendet wurden, trugen zusätzlich die Nebenbezeichnung S.W. Alle Güterwagen waren dunkelgrün lackiert und hatten gelbe Beschriftungen.

## Überlieferung
Große Teile der Überlieferung der Thüringischen Eisenbahn-Gesellschaft befinden sich in der Abteilung Dessau des Landesarchivs Sachsen-Anhalt.